# 処女よ、さよなら
処女よ、さよなら（しょじょよ、さよなら）は、1933年（昭和8年）公開の五所平之助監督の松竹映画。

## キャスト
- 伏見信子
- 岡田嘉子
- 大日方伝
- 江川宇礼雄
- 森赫子

## スタッフ
- 監督：五所平之助
- 原作・脚本：伏見晁
- 撮影：小原譲治

## 主題歌
- 「燃える御神火」（歌：藤山一郎、作詞：西條八十、作曲：中山晋平）